# Vérité des prix
La vérité des prix est l'opération qui consiste à facturer un service au prorata des ressources qu'il mobilise, lorsque c'est possible. Quand le coût du service se décompose en frais fixes et frais variables, la question devient plus difficile à trancher, et l'est en général par :
- répartition arbitraire des frais fixes entre utilisateurs (réels ou potentiels) ;
- facturation des consommations au coût marginal.

## Le prix selon le paradoxe du voyageur de Calais
Le paradoxe du voyageur de Calais est dû à l'économiste Maurice Allais, Prix « Nobel » d'économie : il imagine qu'un voyageur monte subitement à Calais dans un train en partance pour Paris. On se demande quel est le montant du coût associé à sa décision.
- Le contrôleur, pour sa part, observe que le train serait parti de toute façon avec ou sans ce voyageur, et que la différence de consommation d'électricité n'est même pas mesurable. Il est donc tenté de dire que le coût pour la compagnie est nul.
- Le chef de convoi perçoit les choses différemment : si on lui ajoute trente voyageurs comme celui-ci, il va devoir ajouter une voiture à son convoi. Il annonce donc que le coût réel est le trentième du coût de cette voiture pendant ce temps-là.
- Le chef de ligne observe que des voitures peuvent être ajoutées, mais qu'au delà d'une quinzaine de voitures, il va être obligé de doubler son train. Pour lui, le coût d'un voyage doit donc englober non seulement le trentième du coût de la voiture, mais aussi le 450e (30 × 15) correspondant au coût d'une motrice et à la rémunération de son conducteur.
- Le chef de réseau ne l'entend pas de cette oreille : il n'a rien à objecter au fait d'ajouter des trains sur une ligne, mais fait valoir qu'au-delà d'une certaine densité de trains à l'heure, il est obligé de doubler la ligne pour que ces trains puissent continuer à assurer leur service sans encombre. Il ajoute donc la participation au coût de la ligne, etc.

De proche en proche, il est possible d'établir le coût exact du billet pour le transporteur. Avec ce mode de calcul (et l'ajout éventuel d'une marge commerciale), la vérité des prix est devenue telle que le fait que le voyageur – s'il est en situation régulière – monte ou ne monte pas dans le train, même si son exemple est suivi de milliers de voyageurs comme lui, ne mettra jamais le transporteur en situation critique.
Cet exemple est simplifié, mais l'idée générale s'y trouve.

## Limites de la vérité des prix
Le raisonnement qui conduit à la conclusion qu'il est nécessaire d'appliquer la vérité des prix se place dans le cas simplifié où on considère le système comme linéaire et archimédien (on peut y appliquer le principe de superposition), ou opérant dans une zone où cette approximation a un sens.
Dans l'exemple du voyageur de Calais, l'énoncé s'intéresse à chaque voyageur unique occupant un siège, ceux-ci étant en nombre fini par voiture, et le train comportant un nombre fini de voitures.
- Si un seul voyageur monte dans le train (en ayant payé ou pas), il occupera un siège de toute manière inutilisé, et il en résultera une meilleure utilisation de la ressource, sans modification très perceptible des coûts d'exploitation.
- Si mille voyageurs montent dans le train cela aura pour conséquence une saturation de la ressource, donc le besoin de créer de cette ressource (en ajoutant des trains).
- Mille fois la cause n'auront pas provoqué mille fois la conséquence. L'exemple du voyageur de Calais n'est donc pas linéaire. Il s'agit aussi d'une illustration du fait classique que lorsqu'un problème change d'échelle, il change aussi de nature.

Outre ce problème double de bruit discret et de non-linéarité (et, ce qui est plus grave pour le traitement économique, de non-concavité), le modèle ne distingue pas en soi les ressources renouvelables, qu'on peut consommer, et les non-renouvelables que dans une optique de développement durable on ne peut qu'emprunter. Richard Buckminster Fuller aux États-Unis comme Claude Riveline en France jugent que comparer par exemple la « rentabilité » de la destruction d'une énergie fossile à celle de l'usage non destructif d'une ressource renouvelable (énergie solaire, par exemple) revenait à comparer la « rentabilité » du hold-up d'une banque à la rentabilité d'un investissement effectué au moyen d'un emprunt à cette même banque : comparaison assurément déloyale.

## L'application de la vérité des prix

### Le cas de la taxe à l'essieu
Les transporteurs ferroviaires estimaient que la route constituait une concurrence déloyale au rail, puisqu'ils supportent les coûts du réseau ferré tandis que les camions ne payaient pas les infrastructures routières.
Les ingénieurs des Ponts et Chaussées constatent que les gros véhicules détériorent davantage leurs ouvrages, et souhaitent par conséquent que cette donnée soit prise en compte. Leurs calculs montrent que l'usure d'une route est - pour une vitesse donnée de véhicule - proportionnelle à la cinquième puissance du poids par essieu. (En d'autres termes, doubler le poids par essieu multiplie par 32 l'usure de la route).
Une taxe à l'essieu proportionnelle à cette cinquième puissance est donc instituée. Pour des raisons pratiques, comme on n'imagine pas d'adapter le montant de la taxe à chaque camion ou à chaque essieu, elle est établie en fait par paliers discrets. Ce qui crée les trois cercles vertueux suivants :
1. L'entretien des routes se paye de lui-même au prorata de leur usure par les camions.
2. Les constructeurs et transporteurs sont ainsi directement incités à multiplier le nombre d'essieux, avec un effet bénéfique sur la bonne conservation des routes.
3. La loyauté de la concurrence entre la route et le rail est améliorée.

### Le cas des Inscriptions universitaires en Belgique
La «vérité des prix» peut également éviter des situations comme celle connue par la Belgique jusqu'en 2006. Le gouvernement de ce pays, soucieux d'encourager l'accès aux professions paramédicales, pratique une politique de frais d'inscription universitaire plus modeste que la France limitrophe, la différence étant donc à la charge du budget de l'État. Les étudiants frontaliers français sont en conséquence davantage tentés de s'inscrire en Belgique (le fait qu'on n'y pratique pas de concours d'entrée a pu jouer également). La proportion d'étudiants français augmente à un point tel qu'ils atteignent 86 % des effectifs dans certains disciplines (plus de 80 % en médecine vétérinaire de l'université de Liège en 2005).
Le gouvernement belge décide à la rentrée 2006 de plafonner le pourcentage d'étudiants étrangers, et de procéder à leur sélection par tirage au sort. « C’est injuste, mais c’est la moins mauvaise des solutions », estime le recteur Pierre de Maret. À Liège, selon le professeur Freddy Coignoul « Nous avions envisagé un système de premier arrivé, premier servi, mais il allait falloir appeler l'armée ! »
Ce système est à comparer aux grandes universités américaines de l'Ivy League qui facturent leurs études aux étudiants étrangers au minimum à prix coûtant, et adaptent le nombre de candidats au nombre de places en augmentant le montant des frais scolaires autant que nécessaire.

### Le cas des Hôpitaux en France
Réciproquement, les hôpitaux français du Nord-Pas-de-Calais ont vu quelque temps affluer des patients britanniques venus se faire soigner dans des conditions plus avantageuses. Une facturation respectant la vérité des prix en France aurait évité que cela ne coûte quoi que ce soit au contribuable français.